# Shelagh Donohoe
Shelagh Donohoe, född den 22 januari 1965 i Lowell, Massachusetts, är en amerikansk roddare.
Hon tog OS-silver i fyra utan styrman i samband med de olympiska roddtävlingarna 1992 i Barcelona.